# Siliculidae
Siliculidae zijn een familie van tweekleppigen uit de orde Nuculanida.

## Geslachten
- Silicula Jeffreys, 1879